# Paranonyma fairmairei
Paranonyma fairmairei là một loài bọ cánh cứng trong họ Cerambycidae.